# نمودار زمان‌بندی دیجیتال

یک نمودار زمان‌بندی برای گذرگاه رابط جانبی سریال

نمودار زمان‌بندی دیجیتال (به انگلیسی: Timing diagram)  نمایشی از مجموعه سیگنال ها در حوزهٔ زمان است. نمودار زمان‌بندی ممکن است ردیف‌های زیادی داشته باشد که معمولاً یک ردیف مخصوص پالس ساعت است. این نمودار در الکترونیک دیجیتال، عیب‌یابی سخت افزارها و تبادل دادهٔ دیجیتال رایج است.

## قراردادها
بیشتر نمودارهای زمانی از قراردادهای زیر پیروی می کنند:
- مقدار بالا 1 منطقی است
- مقدار پایین 0 منطقی است
- یک شیار برای نشان دادن مقدار بالا یا پایین باید وجود داشته باشد (برای مثال در خط داده ها)
- Z نشانگر امپدانس بالا است (ممکن است گاهی از خط چین استفاده شود)
- خانه های خاکستری رنگ را می توان چشم پوشی کرد.